# El pie del diablo
El pie del diablo es uno de los 56 relatos cortos sobre Sherlock Holmes escrito por Arthur Conan Doyle. Fue publicado originalmente en The Strand Magazine y posteriormente recogido en la colección Su última reverencia.

## Argumento
Al principio del relato, el Dr. Watson reflexiona sobre la personalidad de Holmes: Su espíritu misántropo y burlón aborrecía todo lo que fueran aplausos populares. Holmes está retirado y no le place en absoluto que Watson siga dando publicidad a sus hazañas. Pero un día el doctor recibe un telegrama de Holmes: ¿Por qué no les relata el horrible caso de Cornualles, que es el más extraordinario de cuantos he manejado? En un voluntario retiro, Holmes debía rememorar de vez en cuando los sucesos pasados, y hasta a los más modestos les cuesta resistirse al aplauso cuando se ha gozado de él tan generosamente. Una vez más, Watson obedece y, como dice él mismo, antes que otro telegrama pueda venir a cancelar el anterior, se apresura a dar forma a las notas tan celosamente guardadas.
Nos encontramos en la primavera de 1897, y siguiendo las indicaciones del doctor Moore Agar, Holmes se ha tomado un período de descanso en Cornualles con Watson. Un buen día acontece algo que la prensa de toda Gran Bretaña denominaría «el espantoso suceso de Cornualles». En la pequeña aldea de Tredannick Wartha aparece el cadáver de la joven Brenda Tregennis junto a sus hermanos Owen y George, que ríen y gritan víctimas de la locura. Todo parece indicar que una diabólica visión ha precedido a la triple desgracia. Holmes se hace cargo de la investigación a instancias del vicario Roundhay y de Mortimer Tregennis, hermano de los anteriores. Pero todo se complica cuando a la mañana siguiente Mortimer, único sospechoso del suceso, aparece muerto en idénticas circunstancias. La causa de todo será un polvo obtenido de una planta, Radis pedis diaboli, o «raíz de pie del diablo». Mortimer la había utilizado contra sus hermanos, y Leon Sterndale, un famoso explorador que vivía una imposible historia de amor con Brenda, hizo que Mortimer probara una cucharada de su propio jarabe poniéndole la misma sustancia en su cuarto asesinando a Mortimer de la misma manera en que el lo hizo con Brenda. Al final Holmes y Watson deciden dejar libre a Leon Sterndale. Y también en esta ocasión, Conan Doyle aprovecha las circunstancias de la narración para arremeter contra la ley de divorcio inglesa.